# Rodrigo Carvajal
Rodrigo Carvajal Molina ist ein chilenischer Fußballschiedsrichter.
Carvajal leitet seit der Saison 2020 Spiele in der chilenischen Primera División. Insgesamt war er bislang bereits bei mehr als 50 Spielen im Einsatz.
Seit 2021 steht er als Videoschiedsrichter (VAR) auf der Liste der FIFA-Schiedsrichter. Als Hauptschiedsrichter ist er international nicht im Einsatz.
Anfang 2024 wurde Carvajal als Videoschiedsrichter für die Olympischen Sommerspiele 2024 in Paris nominiert.